# Kézdiszászfalu
Kézdiszászfalu (románul Săsăuși, németül Sachsendorf) falu Romániában Kovászna megyében.

## Fekvése
Kézdivásárhelyhez tartozó Nyújtóddal összeépült település az Esztelnek pataka és a Feketeügy partján.

## Nevének eredete
A Transindex szerint Szászfalu német neve Sachsenhausen, amely tévedés azon alapul, hogy a Kürpöd községhez tartozó, Szeben megyei Sachsenhausen (magyarul Szászház) neve románul szintén Săsăuș.

## Története
A falut a Barcaságból idetelepített szászok alapították 1427-ben. 1479-ben Zazfalw néven említik. Később a szászok elköltöztek és helyükön székelyek maradtak. A trianoni békeszerződésig Háromszék vármegye Kézdi járásához tartozott.
2007. május 10-én a falu határából leszerelték a helységnévtáblát, a kézdivásárhelyi polgármester magyarázata szerint azért, hogy a Székelyföldért Egyesület bejegyzése és a székely jelképek elfogadása után, azaz egytől száz évig tartó időszakon belül új, reprezentatív táblát szereljenek fel. Ezzel egyidőben a falu határába a Szászfalu felirat helyett egy Nyújtód táblát szereltek fel. A 2008-as helyhatósági választások után az új polgármester magyar, román és német nyelven is kitetette a falutáblát.

## Népessége
1910-ben 257 lakosa volt.

## Neves személyek
- Itt született 1832-ben Bardócz Lajos tudománytörténész, író.